# (5604) 1992 FE
(5604) 1992 FE — астероїд головного поясу. Потенційно небезпечний, належить до групи Атона. Відкритий 26 березня 1992 року Робертом Макнотом.
Тіссеранів параметр щодо Юпітера — 6,383.